# 훼이스 신학교
훼이스 신학교(Faith Theological Seminary)는 메릴랜드주 볼티모어에 위치한 복음주의 기독교 신학교이다. 처음에는 1937년 델라웨어주 윌밍턴에서 설립되었으며, 1952년에 필라델피아로 이전했고, 2004년에 메릴랜드로 옮겼다.

## 역사
20세기 초 장로교 논쟁에 대응하여 1929년 존 그레섬 메이천의 지도 아래 학자 그룹이 새로운 기관을 설립하기 위해 조직되었다. 그들은 필라델피아의 두 타운하우스에 새로운 신학교(웨스트민스터 신학교) 건물을 마련하고 드레이크 호텔에 학생들을 수용했다. 알랜 맥그래이 박사는 1937년부터 1971년까지 훼이스 신학교의 초대 총장으로 재직했다.
칼 매킨타이어 사망 후, 노먼 J. 마노하르가 총장직을 맡아 신학교를 메릴랜드로 이전했지만, 2020년 9월 14일 이사회에 의해 "심각한 재정 관리 부실, 횡령, 태만" 및 학위 사기로 해고되었다. 2019년 1월 14일의 사설 변호사 조사 보고서는 여러 학위의 허위 진술과 재정 비리를 확인했다. 또한, 기관의 인가 기관인 TRACS(Transnational Association of Christian Schools and Colleges)가 실시한 조사 보고서로 인해 2020년 5월 21일에 인가가 취소되었다 (TRACS 통신, 2020년 5월 29일). COMAR I 3B.02.02.08L(6) 규정에 따라, MHEC는 2020년 5월 21일부로 승인을 철회했다 (MHEC 통신, 학사 담당 비서, 2020년 6월 15일).

## 학업
훼이스 신학교는 이전에 인문사회 학사(BA) 종교학, 신학 석사(M.Div.), 목회학 박사(D.Min.), 그리고 신학박사(Th.D.) 학위를 제공했다. 이 기관은 TRACS로부터 인가를 받았으나, 2020년 5월에 인가를 상실했다. 훼이스 신학교가 2020년 5월에 TRACS로부터 인가를 상실하자, 메릴랜드 주도 학위 수여 권한을 중지했다. 이 학교는 랭커스터 성경 대학 및 캐피털 신학교와 함께 교육 이수 계획을 시행하며 폐교되었다. 2021년, 캐턴스빌의 훼이스 신학교는 재법인화되어 메릴랜드 주에서 운영 및 학부 및 대학원 학위 수여에 대한 종교적 면제 승인을 받았다.

## 저명한 동문
- 아서 글래서, 1942[4]
- 번 그라운즈, 1940[5][4]
- 케네스 S. 칸처, 1942[6][4]
- 프란시스 쉐퍼, 1938[7][8][4]
- 아서 E. 스틸, 1959[4]
- 티모시 타우[9]